# Walmart de México y Centroamérica
Walmart de México y Centroamérica ou Walmex est une chaîne de distribution mexicaine fondée en 1954. Elle opère principalement au Mexique, au Guatemala, au Costa Rica, au Honduras, au Salvador et au Nicaragua.

## Historique
La société a été fondée en 1986 sous le nom de « Cifra » par Jerónimo Arango. En 1991, Cifra et Wal-Mart Stores, Inc. ont signé un accord de coentreprise. Cet accord a permis la coopération entre les deux sociétés et l'ouverture de magasins Walmart et de Sam's Clubs au Mexique. En 1997, Walmart a augmenté sa participation en acquérant 51 % de Cifra. Cifra a été renommée « Wal-Mart de Mexico, S.A. de C.V. ». Walmart a augmenté sa participation dans Wal-Mart de Mexico à 60 % en avril 2000.
En 2005, Walmart est entré en Amérique centrale en acquérant 33 % de Central American Retail Holding Company (CARHCO) auprès du détaillant néerlandais Royal Ahold NV. CARHCO exploitait des magasins au Guatemala, au Salvador, au Costa Rica, au Honduras et au Nicaragua. En 2006, Walmart a augmenté sa participation à 51 % et a changé de nom pour devenir Walmart Centroamérica.
En décembre 2009, Walmart de México a acquis 43 % de Walmart Centroamérica auprès de Walmart Stores Inc et 40 % auprès de deux partenaires minoritaires, en payant plus de 1,4 milliard de pesos (environ 110 millions de dollars américains) en espèces et en actions. Début 2010, la transaction a été finalisée et Walmart de México a été rebaptisée Walmart de México y Centroamérica.

## Localisation

### Mexique
Total de magasin 2 363 (en 2016)
- Bodega Aurrera Express 926
- Bodega Aurrera 477
- Mi Bodega Aurrera 320
- Walmart Supercenter 256
- Sam's Club 161
- Suburbia 113
- Superama 95
- Medimart Farmacia de Walmart 10
- Zona Suburbia 5